# Loes Gunnewijk
Loes Gunnewijk (Groenlo, 27 november 1980) is een Nederlandse coach en voormalig wielrenster en veldrijdster.
Gunnewijk kreeg in 2001 haar wielerlicentie. Loes Gunnewijk was gespecialiseerd in de individuele tijdrit, een discipline waarin ze niet onsuccesvol is geweest. In 2002 behaalde ze op het NK tijdrijden een tweede plek achter Leontien Zijlaard-Van Moorsel en in 2003 reed ze naar de overwinning in de afsluitende tijdrit van de Giro Donne. In 2004 evenaarde ze haar prestatie op het NK tijdrijden 2002. In 2005 won Gunnewijk het eindklassement van de Topcompetitie, een etappe in de Franse etappekoers Tour de l'Aude en de trui voor strijdlustigste renster in de Holland Ladies Tour.
2006 was haar succesvolste jaar. Zo won ze een nationale cross in Dordrecht, de 2e etappe in de Euregio Tour, een ploegentijdrit in de Holland Ladies Tour, een ploegentijdrit in de Tour de France, een individuele en ploegentijdrit in de Tour de l'Aude, ze werd Wereldkampioen Studenten Tijdrijden en Nederlands Kampioen tijdrijden. In 2008 werd ze derde in het NK Tijdrijden bij de vrouwen. In 2010 won ze de Ronde van Drenthe voor de vrouwen en werd ze op de Adsteeg in het Limburgse Beek Nederlands kampioen wielrennen op de weg. In 2012 won ze de Vlaamse klassieker Omloop Het Nieuwsblad. Dit is eendaagse wedstrijd die in het algemeen het wielerseizoen in België en Noord-Europa opent. In augustus vertegenwoordigde ze Nederland in de wegwedstrijd tijdens de Olympische Zomerspelen 2012 in Londen.
Gunnewijk reed bij de ploegen Vrienden van het Platteland, Team Flexpoint, Nederland bloeit en van 2012 tot mei 2015 bij de Australische wielerploeg Orica-AIS. Met deze ploeg won ze zilver in 2012 en brons in 2013 tijdens het WK ploegentijdrijden.
Gunnewijk beëindigde haar carrière op 25 mei 2015. In het najaar volgde ze de cursus tot ploegleider, waarna ze in 2016 in die functie terugkeerde bij Orica-AIS. Vanaf 1 januari 2019 werd Gunnewijk bondscoach van de Nederlandse elite, belofte en junior-vrouwen. Eerder was ze al bondscoach van de junioren. In november 2024 werd bekendgemaakt dat haar functie als bondscoach wordt overgenomen door Laurens ten Dam.

## Belangrijkste overwinningen

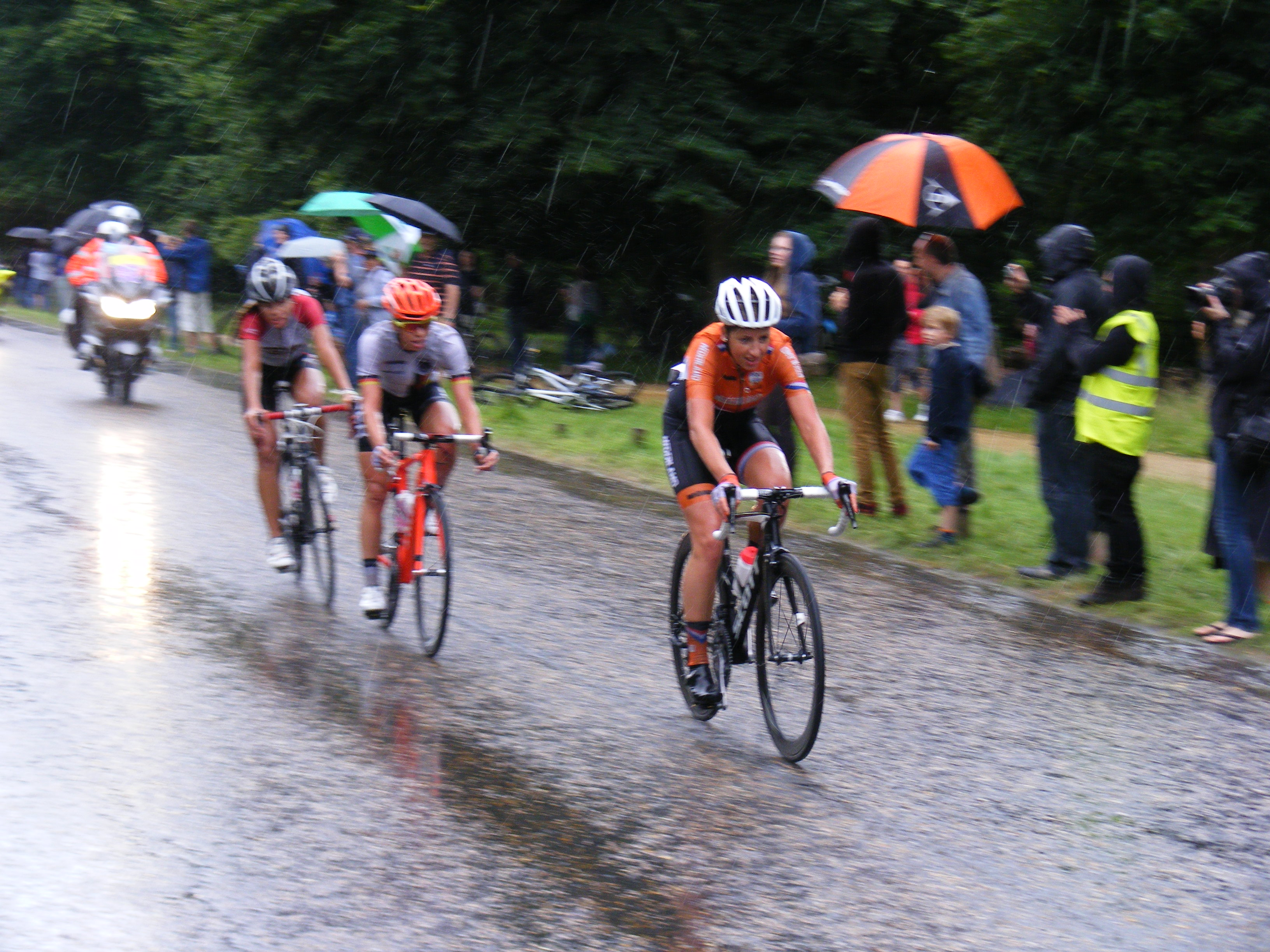
Olympische wegwedstrijd 2012.

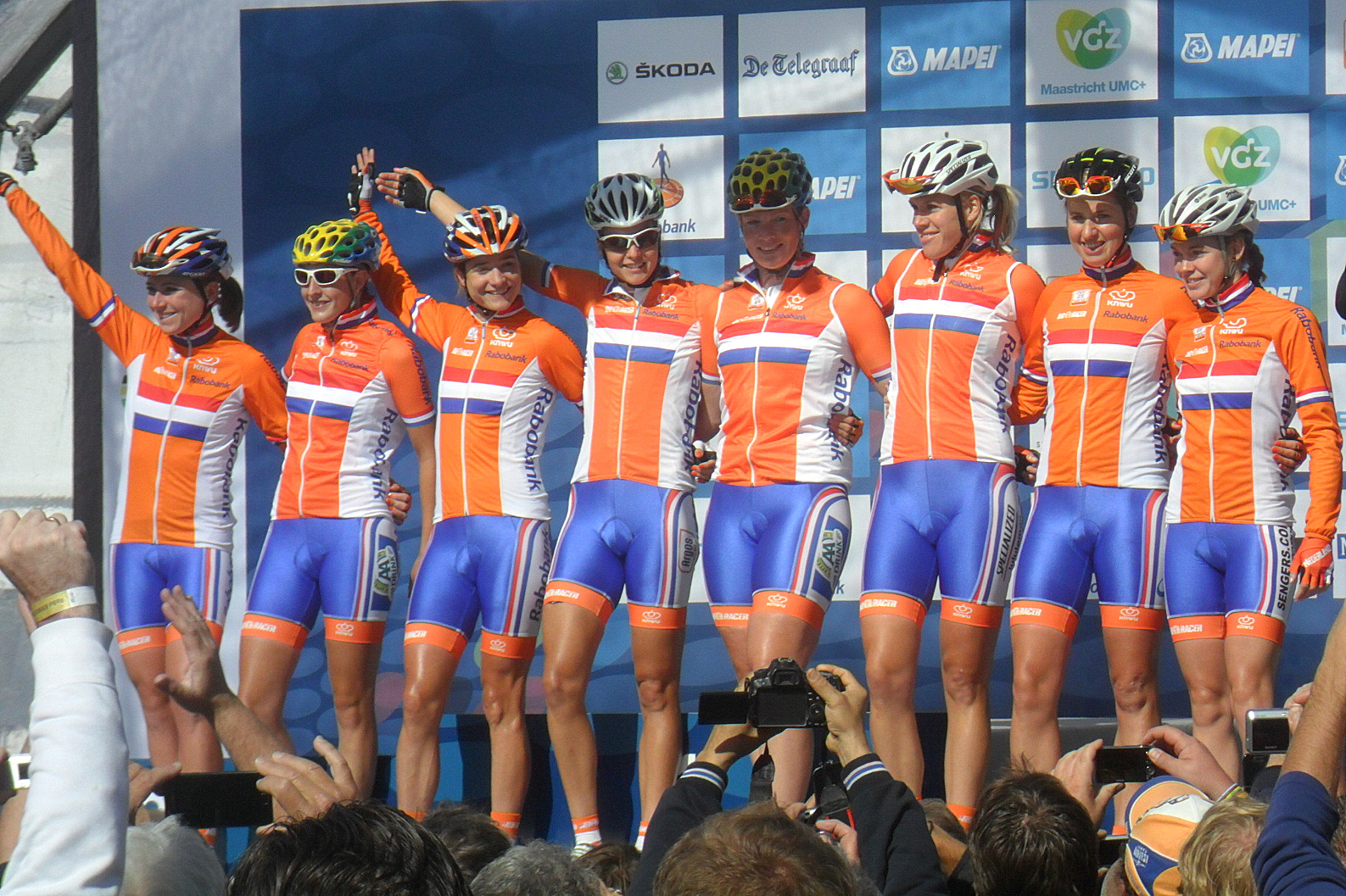
Gunnewijk (2e van rechts) met de Nederlandse ploeg bij het WK 2012.

2002
Omloop van Borsele
2003
10e etappe Ronde van Italië
4e etappe Ronde van de Haute-Vienne
2005
4e etappe Tour de l'Aude
2006
 Wereldkampioene tijdrijden, Universitairen
 Nederlands kampioene tijdrijden
3e etappe Tour de l'Aude (ITT)
2e etappe Euregio Ladies Tour
2008
Gouden Pijl
2009
Gouden Pijl
Rondom Luttenberg
2010
 Nederlands kampioene op de weg
Ronde van Drenthe (Wereldbeker)
Ronde van Enter
2011
3e etappe Holland Ladies Tour
2012
Omloop Het Nieuwsblad
Grote Prijs Leende
 WK ploegentijdrit met Orica-AIS
2013
 WK ploegentijdrit met Orica-AIS
2014
1e etappe Santos Women's Cup
Eindklassement Santos Women's Cup

## Ploegen
- 2002-2005:  Vrienden van het Platteland
- 2006-2009:  Team Flexpoint
- 2010-2011:  Nederland bloeit
- 2012-2015:  Orica-AIS